# Алберачо (Пиза)
Алберачо (итал. Alberaccio) је насеље у Италији у округу Пиза, региону Тоскана.
Према процени из 2011. у насељу је живело 30 становника. Насеље се налази на надморској висини од 18 м.